# Colonia Loma Bonita, Tlaxcala
Colonia Loma Bonita är en ort i Mexiko.   Den ligger i kommunen Atlangatepec och delstaten Tlaxcala, i den sydöstra delen av landet, 100 km öster om huvudstaden Mexico City. Colonia Loma Bonita ligger 2 492 meter över havet och antalet invånare är 268.
Terrängen runt Colonia Loma Bonita är platt åt sydost, men åt nordväst är den kuperad. Runt Colonia Loma Bonita är det ganska tätbefolkat, med 96 invånare per kvadratkilometer. Närmaste större samhälle är Apizaco, 15,2 km sydost om Colonia Loma Bonita. Trakten runt Colonia Loma Bonita består till största delen av jordbruksmark.